# 法相宗
法相宗（、ほうそうしゅう）とは、インド瑜伽行派（唯識派）の思想を継承する中国の唐時代創始の大乗仏教宗派の一つ。645年、中インドから玄奘三蔵が帰国し唯識説が伝えられることになる。その玄奘の弟子の慈恩大師基（窺基）が開いた宗派である。唯識宗・慈恩宗・中道宗とも呼ばれる。705年に華厳宗が隆盛になるにしたがい、宗派としてはしだいに衰えた。

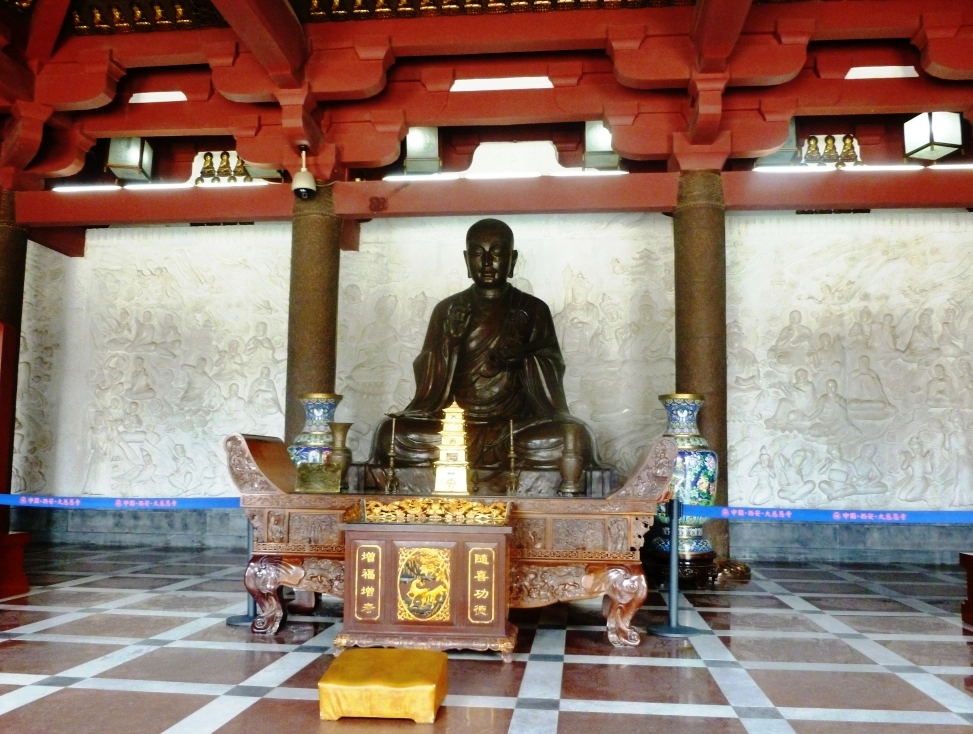
玄奘三蔵像（西安市大慈恩寺の大雁塔にて）

日本仏教における法相宗は、玄奘に師事した道昭が法興寺で広め、南都六宗の一つとして8世紀から9世紀にかけて隆盛を極めた。有名な寺院としては、薬師寺・興福寺などがある。

## 歴史と特徴
唐代、645年（貞観19年）中インドから玄奘が帰国して、ヴァスバンドゥ（世親、vasubandhu）の『唯識三十頌』をダルマパーラ（護法、dharmapaala）が注釈した唯識説を中心にまとめた『成唯識論』を訳出編集した。この論を中心に、『解深密経』などを所依の経論として、玄奘の弟子の慈恩大師基（一般に窺基と呼ぶ）が開いた宗派である。そのため、唯識宗・慈恩宗とも呼ばれる。
この時代の仏教宗派とは後世の宗派とは異なり、学派的なものであり、寺が固定されたり、教団となったりすることは少ない。また、基と同じ玄奘の門人である円測の系統も広義では法相宗と呼び、門人の道證の時代に隆盛を迎えたが以後に人を得ず開元年間には基の系統に吸収されてしまった。
玄奘と基が唐の高宗の厚い信任を得たことから、法相宗は一世を風靡した。しかし、その教義がインド仏教を直輸入した色彩が濃く、教理体系が繁雑をきわめたこともあり、武周朝（690年 - 705年）に法蔵の華厳宗が隆盛になるにしたがい、宗派としてはしだいに衰え、安史の乱や会昌の廃仏によって致命的な打撃を受けた。その後、宋・元の頃に中国仏教史では、法相宗は姿を消したと考えられているが、詳細は不明である。

## 教義
法相（）とは、存在のあり方を指す。個々の具体的存在現象のあり方だけでなく、一切の事物の存在現象の区分やその有様も指している。実際には、存在現象そのものに関しては、説一切有部などの部派仏教を中心に研究が進められ、その研究の上に、存在現象のあり方を、我々人間がどのように認識しているのか、という研究が進められた。さらに、最終的には一切の存在現象はただ識に過ぎないとする。
さらに三性説を立て、人間が縁起の理法に気付く（覚る）までをダイナミックに分析する。三性とは、事物は縁起に依るという依他起性、それに気付かずに執着するという遍計所執性、縁起を覚って円らかになる円成実性である。
基は師の玄奘が訳出した『成唯識論』を注釈し、一切法の相を五位百法に分類し分析的に説明した。この相と性を学ぶことを合わせて性相学という。（→唯識）

## 日本の法相宗

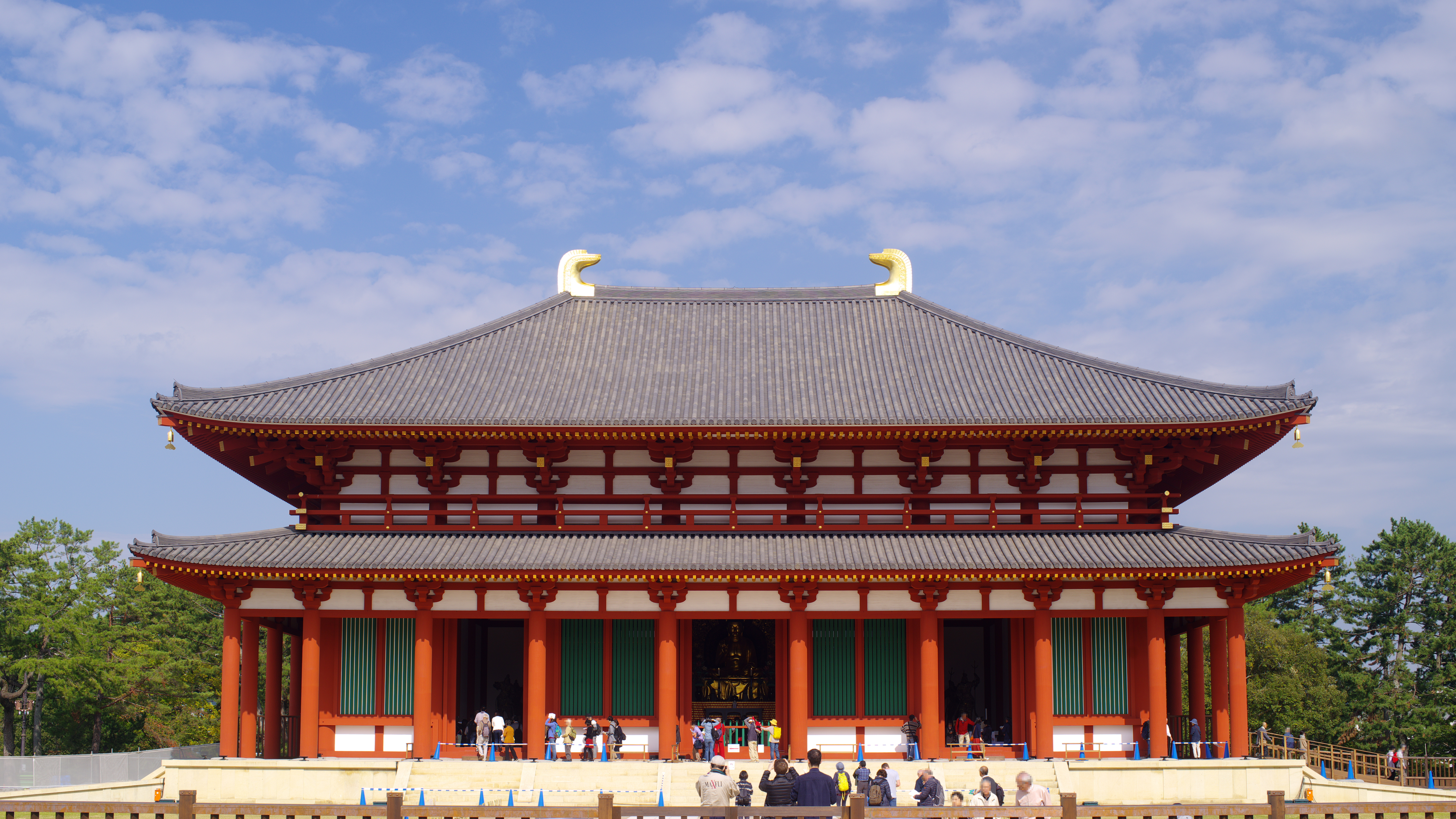
興福寺

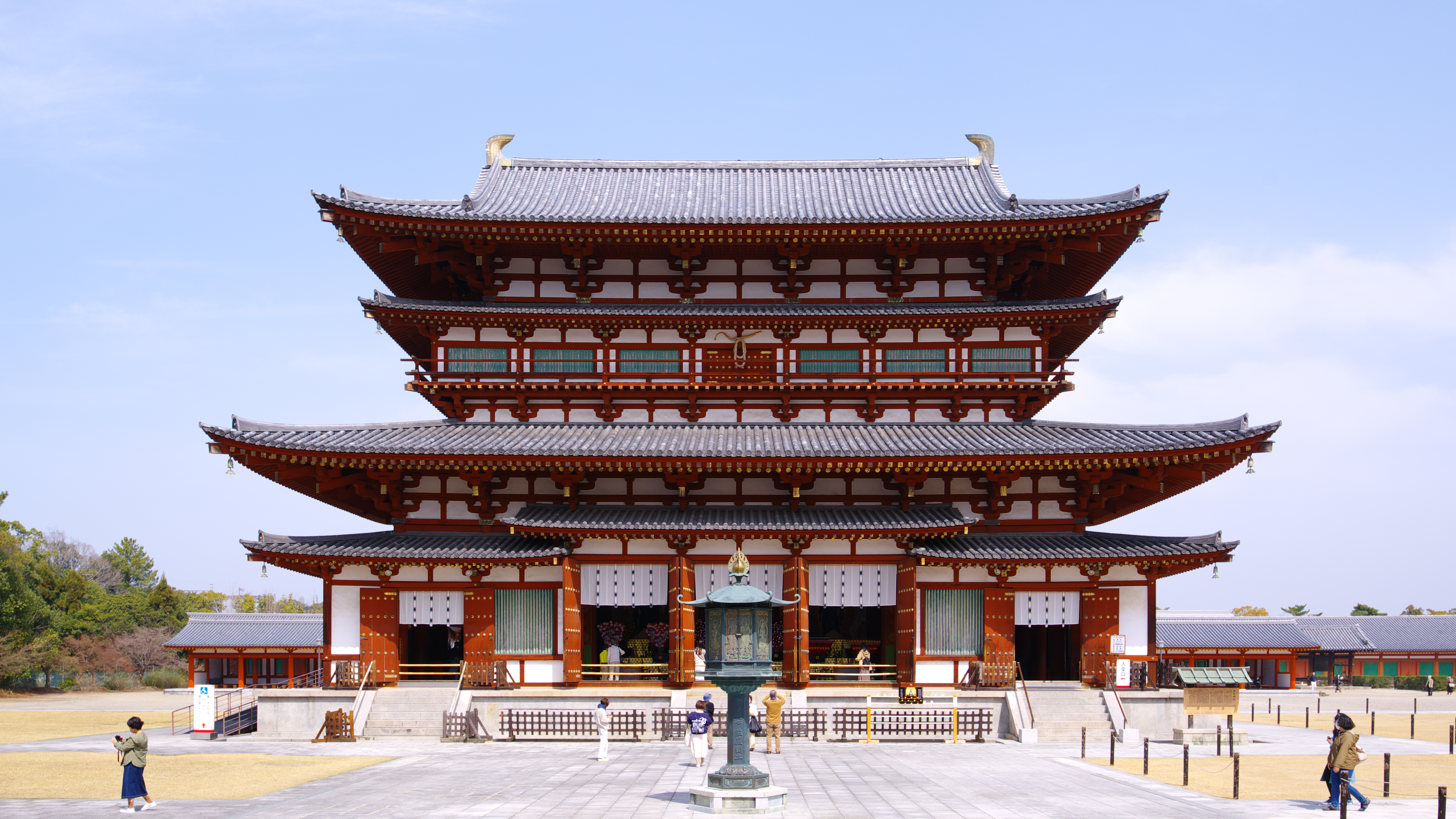
薬師寺

日本仏教での法相宗は、南都六宗の一つとして、遣唐使での入唐求法僧侶により数次にわたって伝えられた。
- 653年（白雉4年） 道昭が入唐留学して玄奘に師事し、帰国後飛鳥法興寺でこれを広めた。
- 658年（斉明天皇4年） 入唐した智通・智達等も法相宗を広めた。これらは同系統に属し、平城右京に元興寺が創建されると法相宗も移り、元興寺伝、南伝といわれた。
- 703年（大宝3年） 智鳳、智雄らが入唐した。
- 717年（養老元年） 入唐した義淵の弟子玄昉も、ともに濮陽の智周に師事して法相を修め、帰国後これを広めた。なかでも玄昉は興福寺にあって当宗を興隆し、興福寺法相宗の基をきずき、興福寺伝または北伝といわれる。
- 8世紀から9世紀にかけて法相宗は隆盛を極め、多くの学僧が輩出した。ことに興福寺では賢憬、修円、徳一などが傑出し、修円は同寺内に伝法院を創建、その一流は伝法院門徒と呼ばれた。徳一は天台宗の最澄との間で三一権実諍論で争った。

元興寺には護命、明椿などの碩学が出たが、のち元興寺法相宗は興福寺に吸収され、興福寺は法相宗のみを修学する一宗専攻の寺となった。平安末期以降にも蔵俊、貞慶、覚憲、信円らが輩出した。
1882年に興福寺、薬師寺、法隆寺の3寺が大本山となったが、1950年に法隆寺は聖徳宗を名乗って離脱し、興福寺・薬師寺の2本山が統括するにいたった。また1965年に京都の清水寺も北法相宗として独立している。1970年には薬師寺の別院として聖光寺が建立された。

## 所依経典・論
- 解深密経
- 瑜伽師地論
- 成唯識論